# 奥勒良城墙
奥勒良城墙（義大利語：Mura aureliane）是罗马的一道城墙，修建于公元271年到275年，罗马皇帝奥勒良和普罗布斯在位时期。 
奥勒良城墙环绕了整个罗马七座山丘，加上戰神廣場，以及台伯河右岸的特拉斯提弗列区。城内部分的河岸似乎是不设防的，但是沿着戰神廣場的部分肯定是设防的。
奥勒良城墙全长19公里，城内面积13.7平方公里。城墙用砖和混凝土建造，厚3.5米，高8米，每100罗马尺（29.6米）有一个方塔。 
在5世纪，城墙高度加高一倍，达到16米。到公元500年，城墙拥有383个塔楼、7,020个垛口、18个主要城门，5个边门、116个厕所，以及2,066个对外窗口。

## 历史

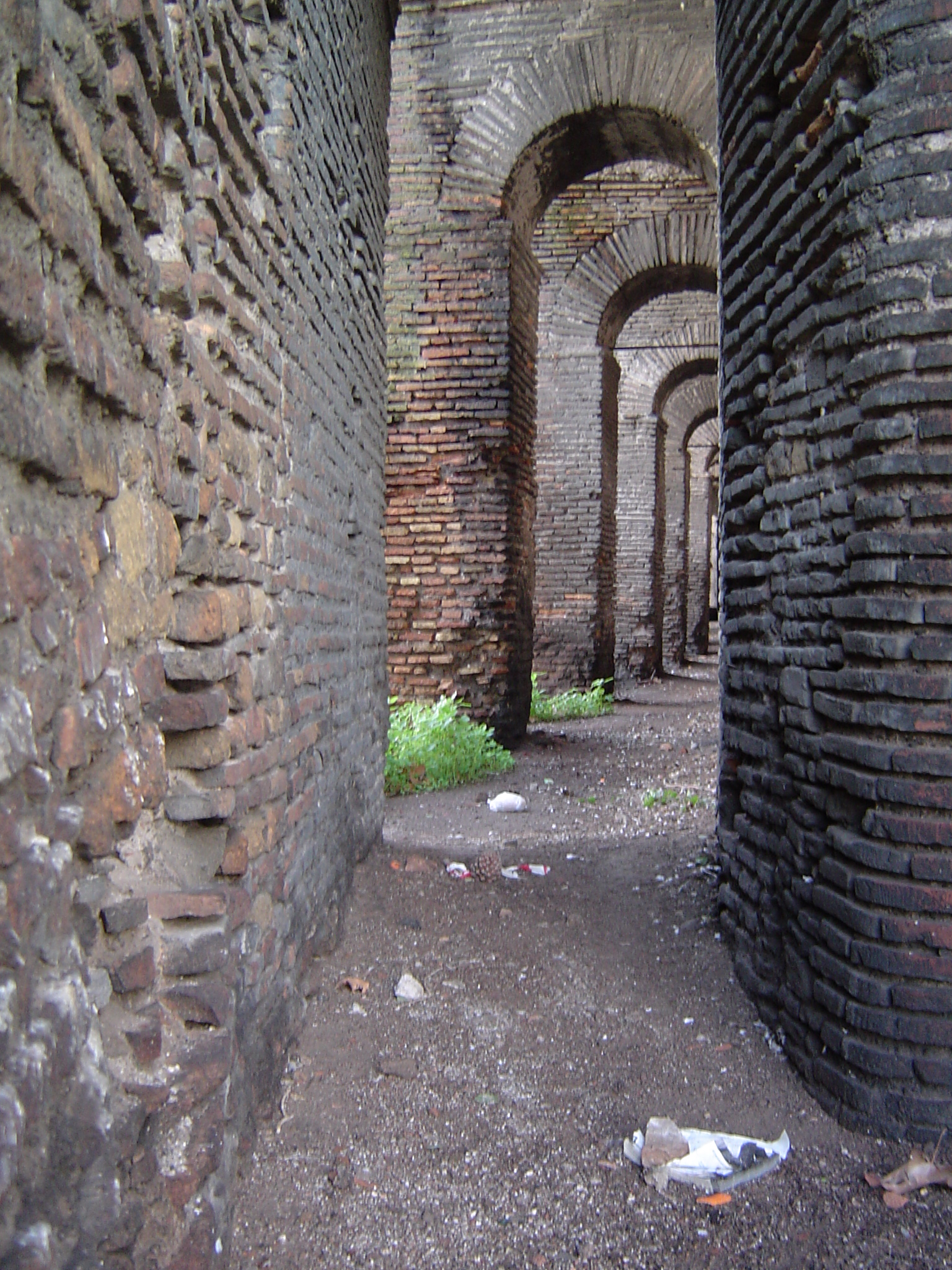
哨兵通道

到公元3世纪，罗马城的边界已经远远超出了公元前4世纪共和国时期修建的塞维安城墙的范围。在随后几个世纪的扩张和巩固时期，罗马一直是不设防的。在三世纪危机期间，蛮族部落冲进边境，对于防御的需要变得急迫起来。公元270年，汪达尔人侵入意大利北部，发生普拉森提亚（今皮亚琴察）战役。次年夏天，罗马城发生工人起义，数千人在激战中死亡。
奥勒良兴建城墙，是作为应对270年蛮族入侵的一项紧急措施，历史学家奥雷利厄斯·维克多指出，这项工程旨在缓解城市的脆弱性。

## 图片
|  |